# Gleb Kotělnikov
Gleb Jevgeňjevič Kotělnikov (rusky: Глеб Евгеньевич Котельников; 30. ledna 1872 Petrohrad – 22. listopadu 1944) byl ruský vynálezce. V roce 1911 vynalezl první padák schovaný v pouzdře připevněném na těle skokana (model RK-1), který se stal pravzorem všech moderních padáků. Obec Saalisi, kde padák vyzkoušel, byla později přejmenována na jeho počest Kotělnikovo. K vynálezu padáku ho přiměla smrt pilota Lva Maciviče, jíž byl svědkem. Byl úspěšně vyzkoušen ruskou armádou v bojích první světové války. Později vyvinul nové modely (RK-2, RK-3), které využívala sovětská armáda. Stejně tak pro armádu vyvinul nákladní padák. V roce 1912 rovněž vynalezl brzdící padák a demonstroval jeho účinek na rozjetém automobilu. Tento vynález zůstával dlouho bez povšimnutí, ale v roce 1937 byl prvně využit při sovětské arktické expedici.